# Helen Dahlman
Helen Dahlman, född 4 december 1958 i Johannebergs församling i Göteborg, död 11 juni 2015, var en svensk konstnär, som huvudsakligen arbetade med textila material.
Helen Dahlman utbildade sig vid Högskolan för design och konsthantverk i Göteborg, linjen för textil konst, med en magisterexamen 1992. Sedan medverkade hon i utställningar vid bland annat Röhsska museet i Göteborg, Textile Art International i Belfast och Nationalmuseum i Stockholm. 
Hon fick Sten A Olssons kulturstipendium 2007.
Är representerad vid Länsmuseet Gävleborg med verket Sanitär möbel, 2012, broderi i mouliné- och guldgarn på syntetorganza uppsatt på plexi, Röhsska museet och vid Nationalmuseum.